# 万寿菊
万寿菊（学名：Tagetes erecta，为菊科万寿菊属的植物。原产墨西哥，在中国各地都有人栽培用于观赏，可生长在海拔1150米至1480米的地区，多生在路边草甸。万寿菊常于春天播种，因其花大、花期长，故常用于花坛布景。
现在万寿菊用来提炼食用色素E161b。

## 特徵
萬壽菊屬菊科，一年生草花。全株株高約20至90公分。莖直立粗壯、多分枝；花瓣有單瓣和重瓣之分，花瓣具波浪狀，且花色有白、黃至橙紅各種色彩，色彩繁多；葉對生，羽狀全裂；葉緣具腺點，會釋放異味，故又稱為「臭菊」。

## 栽培與用途
栽培：栽培土質不拘，但以排水良好之砂質壤土為佳，日照要充足。冬季落葉後或春季修剪整枝，老化的植株施以強剪，促使枝葉更茂盛。性喜高溫多濕，生育適溫約22﹣30攝氏度。
用途：耐旱、耐瘠、耐風、耐潮，枝葉青翠，適作盆景。
特殊用途：在墨西哥花瓣放在雞飼料中供蛋雞食用，蛋雞產下的雞蛋，蛋黃顏色會呈現金黃色，十分美麗，因此可以說是一種蛋黃著色劑。

## 延伸阅读
[在维基数据编辑]
 《植物名實圖考·萬壽菊》，出自吳其濬《植物名實圖考》

## 外部連結
- 萬壽菊, Wanshouju（页面存档备份，存于） 藥用植物圖像數據庫 (香港浸會大學中醫藥學院) （繁體中文）（英文）